# Arthur Holzmann

Arthur Holzmann

Arthur Holzmann (* 16. Juni 1880 in München; † 18. September 1969 in Grabenstätt) war ein deutscher Politiker (NSDAP).

## Leben und Wirken
Arthur Holzmann besuchte von 1886 bis 1890 Volksschulen in Ingolstadt und München. Von 1890 bis 1900 wurde er an Humanistischen Gymnasien in Augsburg, München und Rosenheim unterrichtet. 1901 trat Holzmann als Fahnenjunker in die Bayerische Armee ein. 1902 wurde er zum Fähnrich, nach dem Besuch der Kriegsschule 1903 zum Leutnant und 1911 zum Oberleutnant befördert. Im selben Jahr erwarb er das Patent als Luftschiffführer. Daneben absolvierte er auch die Artillerie- und Ingenieur-Schule und besuchte Kurse an der Technischen Hochschule.
Während des Ersten Weltkrieges wurde Holzmann als Batterieführer in einem Artillerie-Regiment an der Westfront bei Aubers durch einen Unterleibsschuss verwundet. 1915 wurde er zum Hauptmann befördert.
Nach dem Krieg wurde Holzmann Landwirt und Besitzer des Gutes Hartnig in Grabenstätt am Chiemsee, wo er unter anderem das Pinzgauer Vieh züchtete. Zum 24. Oktober 1927 trat Holzmann der NSDAP bei (Mitgliedsnummer 69.287). Bei der Reichstagswahl vom Juli 1932 wurde Holzmann als Kandidat der NSDAP für den Wahlkreis 24 (Oberbayern-Schwaben) in den Reichstag gewählt. Nachdem sein Mandat bei den Wahlen vom November 1932, März 1933 und November 1933 bestätigt wurde, gehörte er dem deutschen Parlament insgesamt knapp vier Jahre lang bis zum März 1936 an. Das wichtigste parlamentarische Ereignis, an dem Holzmann während seiner Abgeordnetenzeit teilnahm, war die Verabschiedung des – unter anderem auch mit seiner Stimme beschlossenen – Ermächtigungsgesetzes im März 1933. Bei der Reichstagswahl am 29. März 1936 kandidierte Holzmann erneut, erhielt aber kein Mandat mehr.
1933 wurde Holzmann Präsident der bayerischen Landesbauernkammer. Außerdem war er Gemeinderat.

## Schriften
- Die Tätigkeit der Nationalsozialisten für die Landwirtschaft. 1931.